# Camille Lardier
Camille Lardier (né à Voujeaucourt, le 12 août 1887 et mort à Besançon, le 29 février 1948) est un éditeur de cartes postales et de revues bisontin.

## Biographie
Camille Désiré Lardier nait à Voujeaucourt, le 12 aout 1887. Son père Pierre François Lardier est mouleur, sa mère, Marie Catherine Talbotier est femme au foyer.
Le 5 octobre 1907, à Fraisans, il épouse une dénommée Juliette Rosalie Molier. Il est alors ouvrier d'usine,. Le 9 juillet 1908, le couple met au monde une fille qu'ils nomme Solange.
Camille Lardier est domicilié à Salans, le 7 octobre 1908, date à laquelle il incorpore le 60e régiment d'infanterie, basé à Besançon. 
Le 25 juin 1909, il est condamné à huit mois de prison pour escroquerie. Le 13 novembre 1909, il est muté au  5e Bataillon d'infanterie légère d'Afrique, basé en Tunisie. 
Il retourne à la vie civile le 7 septembre 1910. Atteint d'endocardite, il ne participe pas à la Première Guerre mondiale.  
Le 25 novembre 1921, il se remarie avec une certaine Hélène Bethe Schnegg. 
Camille Lardier décède à Besançon le 29 février 1948.

### Éditions C.L.B.
Fondée en 1910, en 1921, l'entreprise s'installe au 49 rue Bersot à Besançon. En 1938 ou 1939, la société déménage au numéro 50.
Nommée à sa création Établissement Lardier, elle prend le nom de Édition C.L.B en 1931, puis, Éditions C.L.B, à partir de 1932 et jusqu'à 1938-39 ou elle change de nom pour Lardier C, jusqu'à sa disparition en 1948.
Aujourd'hui, la bibliothéque municipale de Besançon possède une collection de cartes postales produites par cette société.

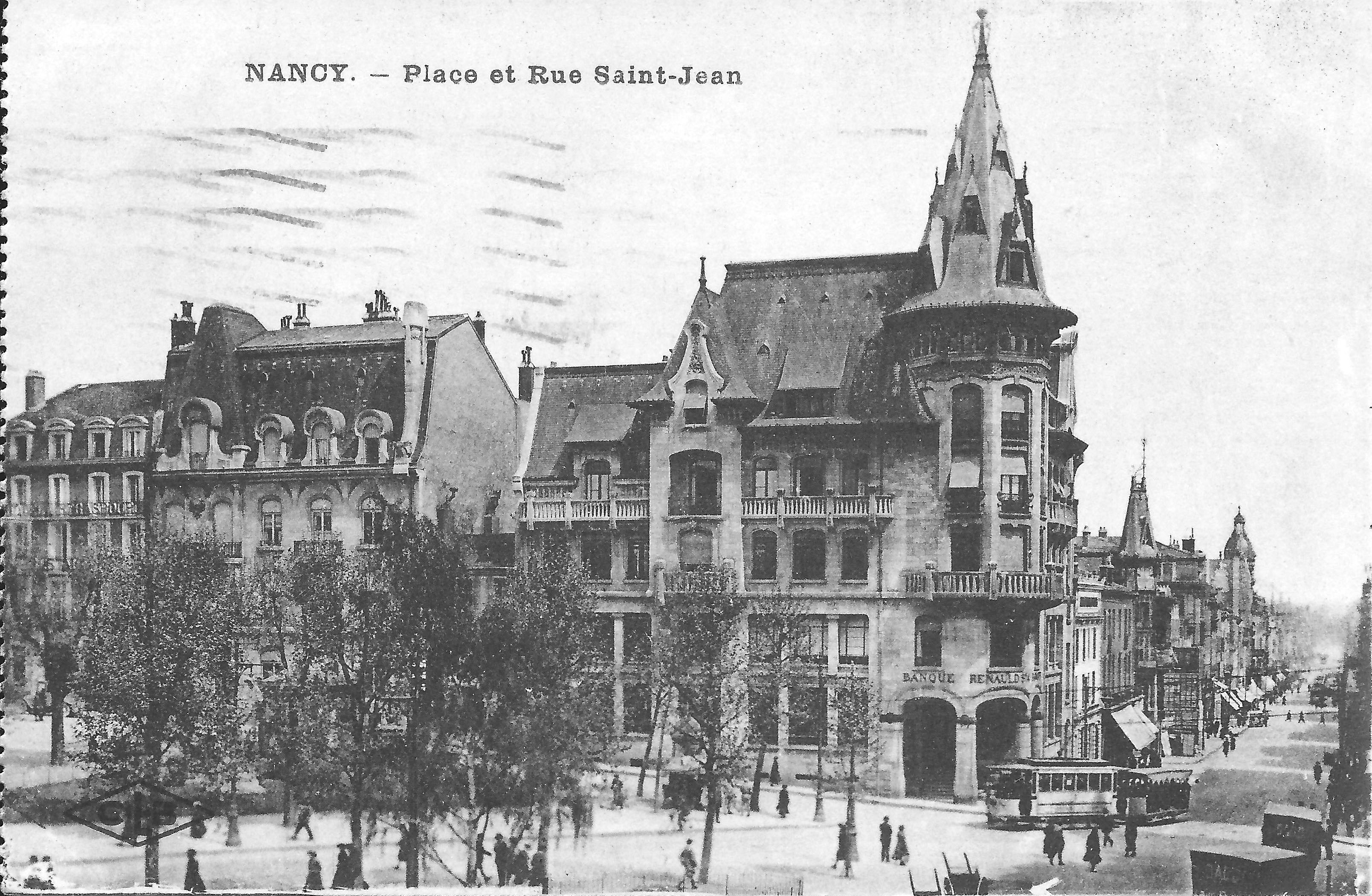
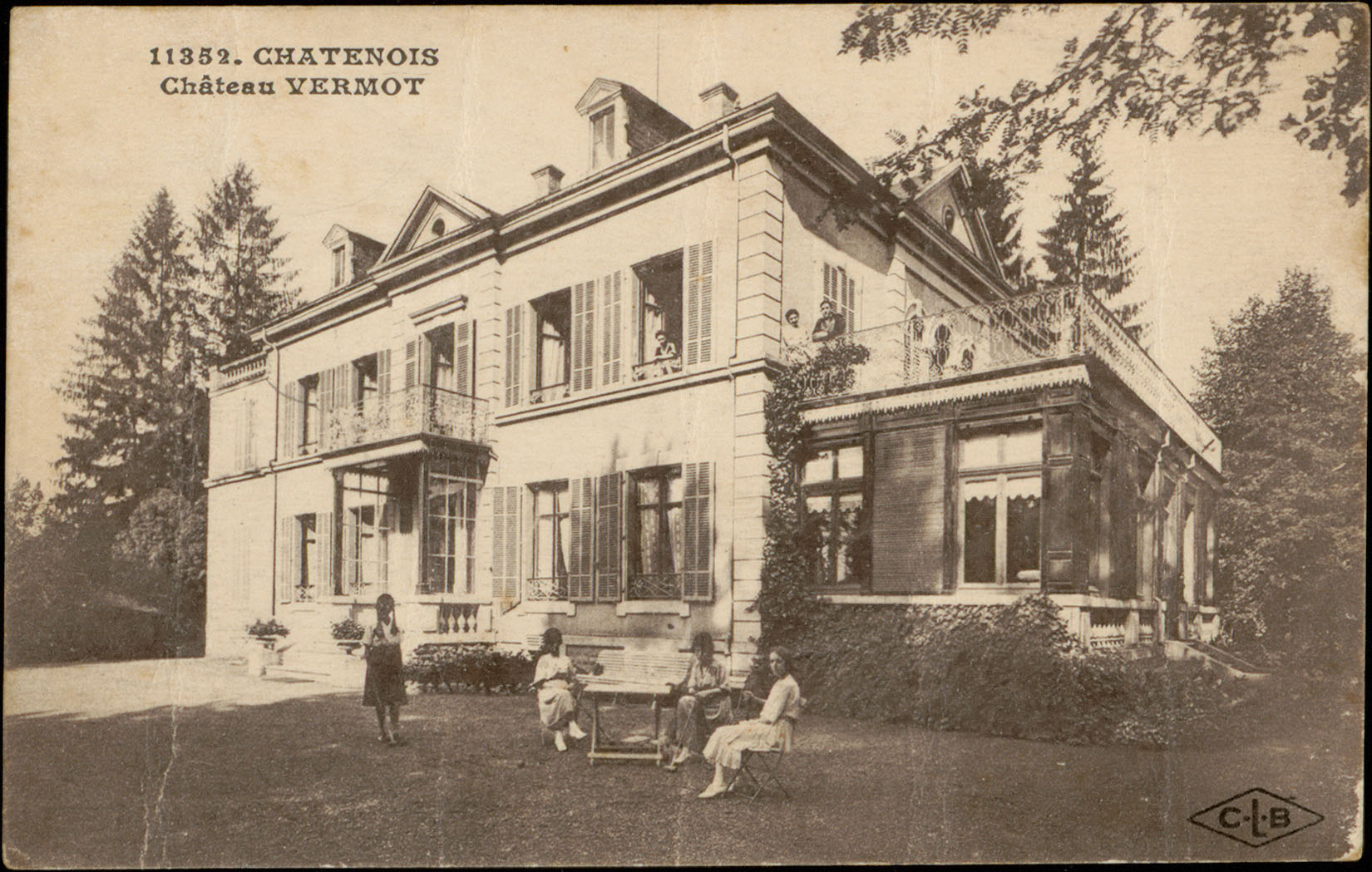
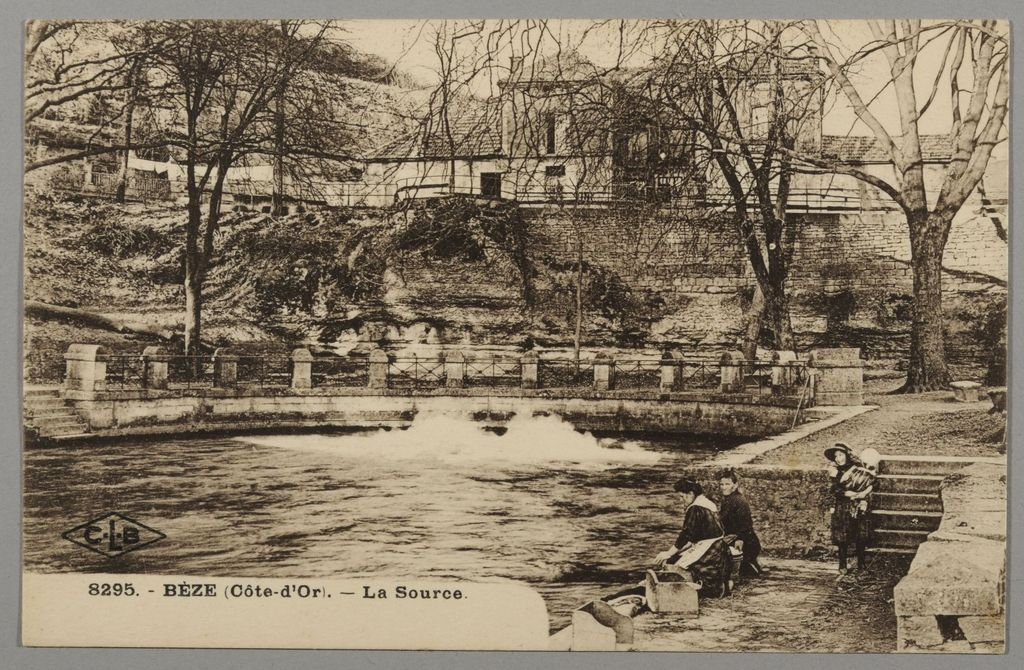
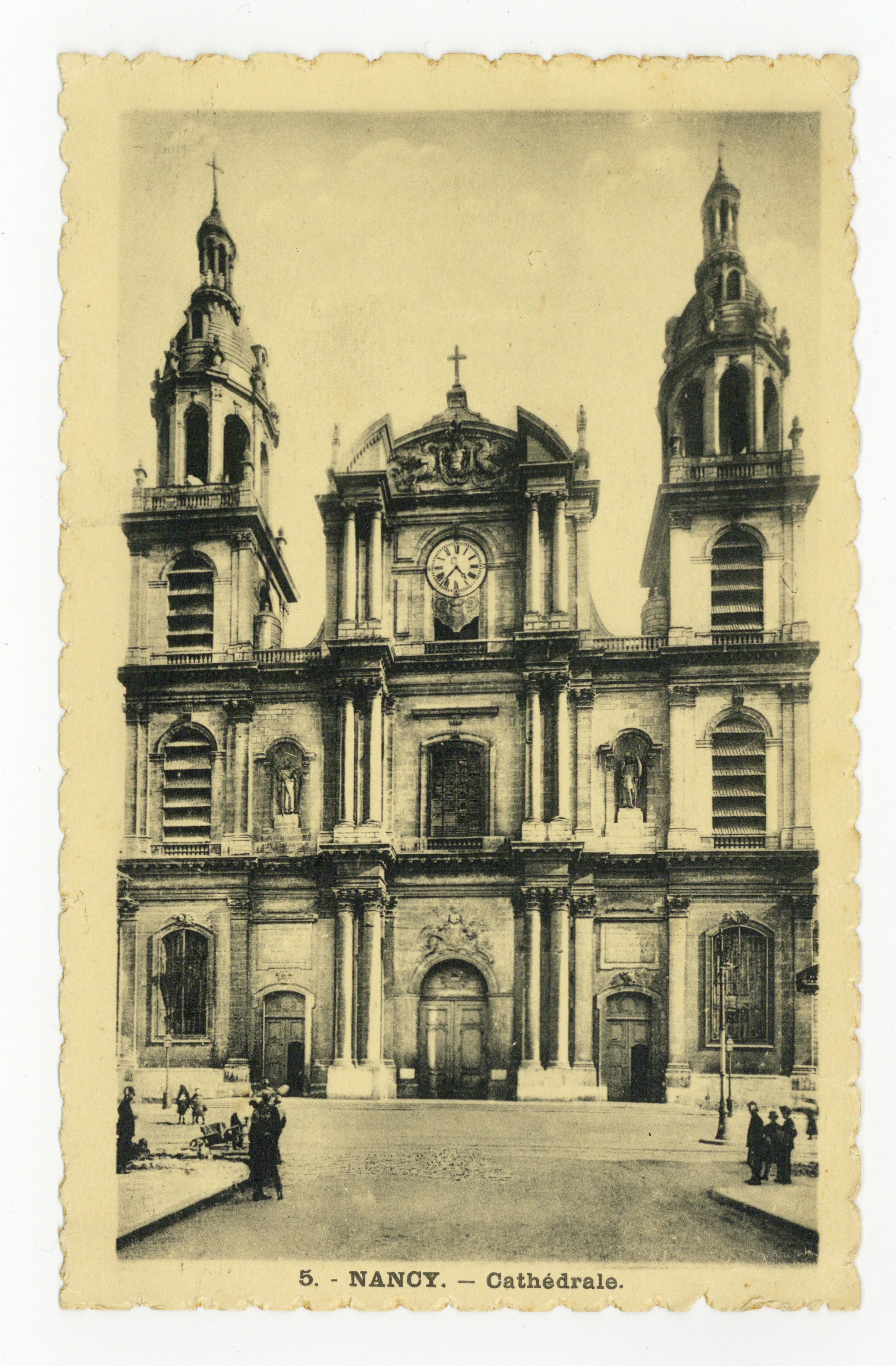
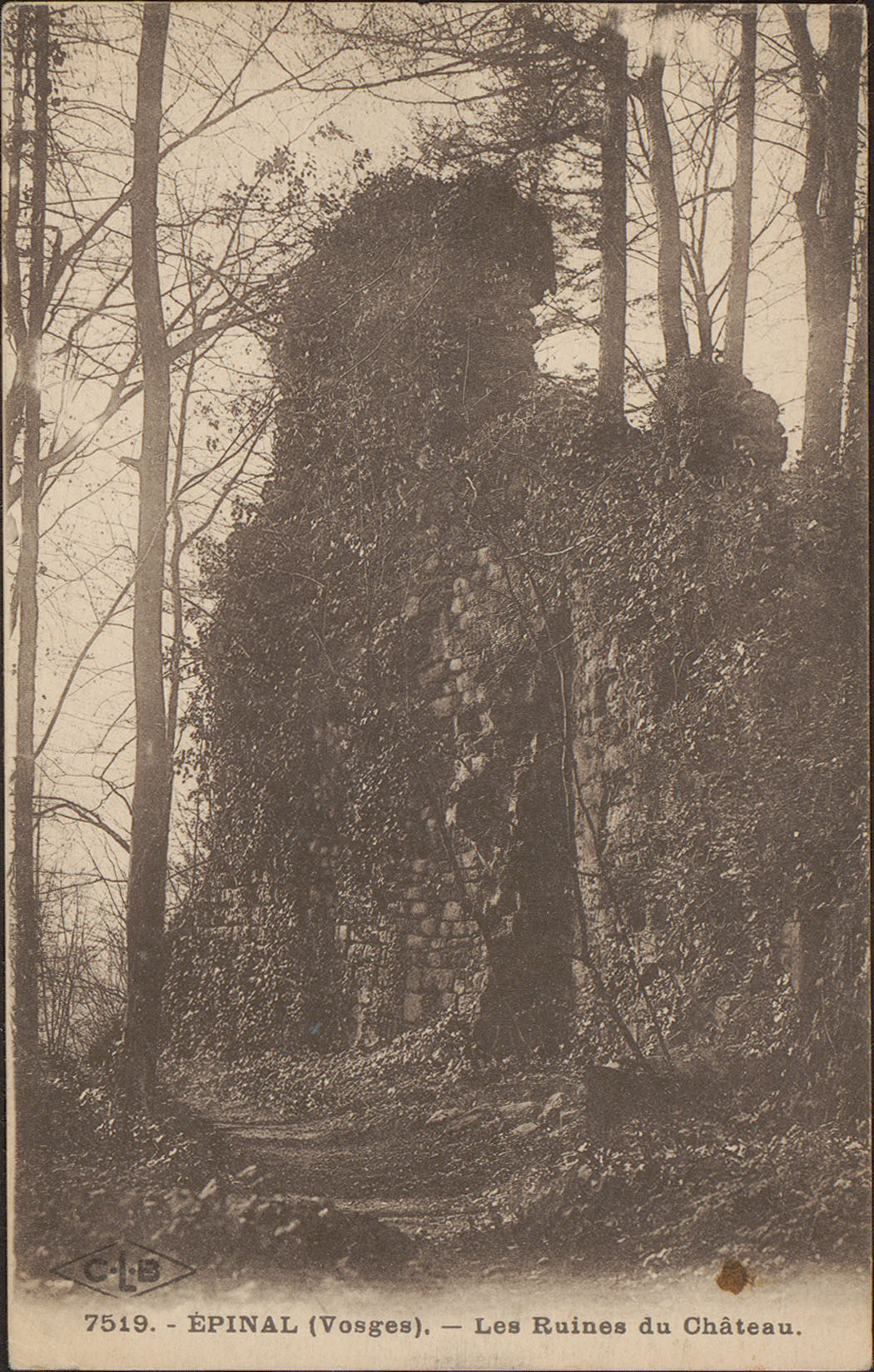
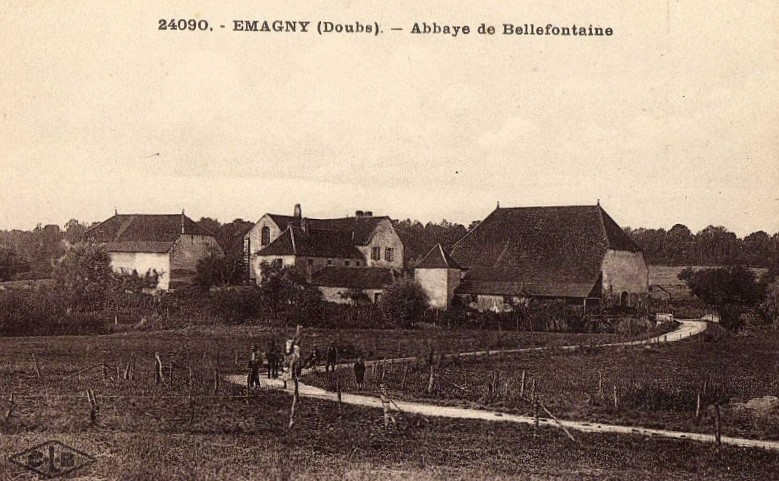

### Éditeur de revues
Camille Lardier éditera plusieurs revues dont, notamment, Le Pays Comtois, bimensuel au ton régionaliste, qu'il dirige lui même ; ou encore, diverses brochures pour des entités.